# 百葉 (結構物)
百葉（英語：Louver）是一種將多個細長的板子，取出一定間隔，平行對齊排列出的結構物，如百葉窗，由一片一片的窗片組成百葉。

## 種類
百葉箱、百葉窗、百葉簾、百葉門，皆是用上百葉的常見物。